# Папраћа
Папраћа је насељено мјесто у општини Шековићи, Република Српска, БиХ. Према попису становништва из 2013. у насељу је живјело 138 становника.

## Становништво
| Демографија | Демографија | Демографија |
| Година      | Становника  | Становника  |
| ----------- | ----------- | ----------- |
| 1971.       | 491         |             |
| 1981.       | 290         |             |
| 1991.       | 286         |             |
| 2013.       | 138         |             |